# Street (Somerset)
Street, Lantokay o Lega è un paese di 11 100 abitanti del Somerset, in Inghilterra. 
Il suo nome attuale deriva da un percorso viario sopraelevato del XII secolo, proveniente da Glastonbury, costruito per il trasporto locale di pietra blu Lias, per ricostruire l'abbazia di Glastonbury. Era precedentemente noto come Lantokay e Lega.
Street è la sede della manifattura di calzature C. & J. Clark Ltd.